# Гусейнов Ельдар Хусенович
Гусейнов Ельдар Хусенович (нар.21 січня 1985, Самарканд, Узбекистан) — кримськотатарський кераміст.

## Життєпис
Ельдар народився 21 січня 1985 року у місті Самарканд, Узбекистан.
У 1992 році разом з сім'єю переїхав до Криму. Зараз проживає і працює в Україні, в місті Сімферополь.
Закінчив Таврійський Гуманітарно-Екологічний інститут, факультет «Дизайн. Промислова графіка».

## Творчість
Роботи Ельдара Гусейнова експонувалися в музеях Сімферополя, Бахчисараю, Євпаторії, Севастополя, Львова, Харкова, Одеси, Києва, Опішня, а також в Культурному центрі Українського посольства в Парижі.
Захоплюється вивченням:
- Гончарне мистецтв (гончарне коло, глина, лощіння, гравірування орнаменту, димлення, вощіння);
- Вивчення традиційного кримськотатарського керамічного посуду  (форми та способи застосування, виготовлення і декорування);
- Розробка авторського стилю гравіювання орнаменту на поверхні керамічних виробів;
- Вивчення кримськотатарської традиційної орнаментики на різних матеріалах (вишивка орнаменту на тканині, різьблення орнаменту по каменю і дереву, орнаментальний розпис стін);
- Дизайн. Розробка фірмового стилю (Adobe Photoshop, CorelDraw).

### Нагороди
- Диплом «За знання та майстерне застосування в кераміці національної орнаментики» у Другій національній виставці художньої кераміки «КерамПІК у Опішному» Україна, Опішня, 21 жовтня 2010;
- Третя національна виставка-конкурс художньої кераміки «КерамПІК у Опішному» Україна, Опішня, 20 жовтня 2011;
- Диплом Інституту керамології (відділення інституту народознанія НАН України) за колекцію сучасного кримськотатарського керамічного посуду;
- Міжнародна виставка — конкурс в Тебризі, Університет Ісламського Мистецтва, Іран 2017. Володар Міжнародної премії Тебріза за інновації і творчість в ремеслах серед керамістів, 2-е місце.